# Аппій Клавдій Пульхр (консул 54 року до н. е.)
Аппій Клавдій Пульхр (лат. Appius Claudius Pulcher; 97 до н. е. — 49 до н. е.) — політичний та військовий діяч Римської республіки, консул 54 року до н. е., цензор 50 року до н. е.

## Життєпис
Походив з патриціанського роду Клавдіїв. Син Аппія Клавдія Пульхра, консула 79 року до н. е., та Цецилії Метелли Молодшої.
У 72—70 роках до н. е. був легатом в армії Луція Ліцинія Лукулла на Сході. У 71 році до н. е. був послом до вірменського царя Тиграна стосовно видачі Мітрідата VI, царя Понта, римлянам.
У 63 році до н. е. став членом колегії авгурів. У 57 році до н. е. став претором при підтримці консула Луція Кальпурнія Пізона. Під час своєї каденції очолив судову комісію у справах здирництва. У 54 році до н. е. його обрано консулом разом з Луцієм Доміцієм Агенобарбом. Брав участь у залагодженні суперечки між містами Реате та Інтерамною. З 53 до 51 року до н. е. обіймав посаду проконсула Кілікії. Виявив жорстокість та здирництво. По поверненню притягався до суду, але був виправданий.
У 50 році до н. е. його обрано цензором разом з Луцієм Кальпурнієм Пізоном Цезоніном. Здійснив суворі заходи проти розкоші та аморальної поведінки, виключивши з сенату низку осіб, зокрема майбутнього історика Саллюстія Кріспа. З початком громадянської війни поміж Гаєм Цезарем та Гнеєм Помпеєм був призначений проконсулом Греції. На цій посаді Клавдій й сконав.

## Родина
Дружина — Сервілія
Діти:
- Аппій Клавдій Пульхр
- Клавдія Старша
- Клавдія Молодша.